# Сульфит аммония
Сульфит аммония — неорганическое соединение, соль аммония и сернистой кислоты с формулой (NH4)2SO3, бесцветные кристаллы, растворимые в воде, образует кристаллогидрат.

## Получение
- Крепкий водный раствор аммиака делят на две приблизительно одинаковые части. Меньшую из них при охлаждении насыщают оксидом серы (IV). Затем к полученному раствору гидросульфита прибавляют вторую часть:

{\displaystyle {\mathsf {NH_{3}\ {\xrightarrow[{H_{2}O}]{SO_{2}}}\ \ NH_{4}HSO_{3}\xrightarrow {NH_{3}} \ (NH_{4})_{2}SO_{3}}}}

## Физические свойства
Сульфит аммония образует бесцветные кристаллы.
Хорошо растворим в воде, слабо растворим в этаноле, не растворим в ацетоне.
Образует кристаллогидрат состава (NH4)2SO3•H2O.

## Химические свойства
- Безводную соль можно получить сушкой кристаллогидрата в вакууме:

{\displaystyle {\mathsf {(NH_{4})_{2}SO_{3}\cdot H_{2}O\ {\xrightarrow[{vacuum}]{20^{o}C}}\ (NH_{4})_{2}SO_{3}+H_{2}O}}}
- При нагревании кристаллогидрат превращается в гидросульфит аммония:

{\displaystyle {\mathsf {(NH_{4})_{2}SO_{3}\cdot H_{2}O\ {\xrightarrow {60^{o}C}}\ NH_{4}HSO_{3}+NH_{3}+H_{2}O}}}
- Медленно окисляется кислородом воздуха:

{\displaystyle {\mathsf {2(NH_{4})_{2}SO_{3}+O_{2}\ {\xrightarrow {}}\ 2(NH_{4})_{2}SO_{4}}}}
- Разлагается кислотами:

{\displaystyle {\mathsf {(NH_{4})_{2}SO_{3}+2HCl\ {\xrightarrow {}}\ 2NH_{4}Cl+SO_{2}\uparrow +H_{2}O}}}

## Применение
- В косметологии.
- Восстановитель в фотографии.